# Jean-Jacques Aeschlimann
Jean-Jacques Aeschlimann (Bienne, 30 maggio 1967) è un dirigente sportivo, ex hockeista su ghiaccio e allenatore di hockey su ghiaccio svizzero.

## Statistiche
Statistiche aggiornate a luglio 2012.

### Giocatore

#### Club
| Stagione | Squadra  | Stagione regolare | Stagione regolare | Stagione regolare | Stagione regolare | Stagione regolare | Stagione regolare | Playoff | Playoff | Playoff | Playoff | Playoff |
| Stagione | Squadra  | Lega              | P                 | G                 | A                 | Pt                | PIM               | P       | G       | A       | Pt      | PIM     |
| -------- | -------- | ----------------- | ----------------- | ----------------- | ----------------- | ----------------- | ----------------- | ------- | ------- | ------- | ------- | ------- |
| 1985-86  | Biel     | NLA               | 36                | 3                 | 2                 | 5                 | 6                 |         |         |         |         |         |
| 1986-87  | Biel     | NLA               | 33                | 11                | 6                 | 17                | 12                |         |         |         |         |         |
| 1987-88  | Biel     | NLA               | 36                | 15                | 6                 | 21                | 14                |         |         |         |         |         |
| 1988-89  | Biel     | NLA               | 36                | 21                | 13                | 34                | 8                 | 2       | 1       | 0       | 1       | 0       |
| 1989-90  | Biel     | NLA               | 35                | 21                | 12                | 33                | 18                | 6       | 3       | 3       | 6       | 2       |
| 1990-91  | Biel     | NLA               | 36                | 18                | 8                 | 26                | 16                | 3       | 0       | 1       | 1       | 2       |
| 1991-92  | Lugano   | NLA               | 36                | 10                | 13                | 23                | 29                | 4       | 0       | 1       | 1       | 4       |
| 1992-93  | Lugano   | NLA               | 36                | 5                 | 6                 | 11                | 15                | 9       | 1       | 1       | 2       | 2       |
| 1993-94  | Lugano   | NLA               | 36                | 9                 | 7                 | 16                | 10                | 9       | 2       | 2       | 4       | 2       |
| 1994-95  | Lugano   | NLA               | 36                | 9                 | 15                | 24                | 10                | 5       | 1       | 2       | 3       | 4       |
| 1995-96  | Lugano   | NLA               | 36                | 7                 | 7                 | 14                | 28                | 4       | 2       | 0       | 2       | 0       |
| 1996-97  | Lugano   | NLA               | 45                | 14                | 14                | 28                | 22                | 8       | 4       | 2       | 6       | 4       |
| 1997-98  | Lugano   | NLA               | 40                | 7                 | 5                 | 12                | 8                 | 7       | 2       | 2       | 4       | 2       |
| 1998-99  | Lugano   | NLA               | 44                | 9                 | 8                 | 17                | 20                | 16      | 3       | 5       | 8       | 6       |
| 1999-00  | Lugano   | NLA               | 45                | 10                | 12                | 22                | 12                | 14      | 8       | 6       | 14      | 0       |
|          |          | EHL               | 6                 | 1                 | 0                 | 1                 | 2                 | 4       | 0       | 1       | 1       | 0       |
| 2000-01  | Lugano   | NLA               | 42                | 5                 | 18                | 23                | 8                 | 18      | 6       | 1       | 7       | 6       |
| 2001-02  | Lugano   | NLA               | 39                | 5                 | 9                 | 14                | 22                | 13      | 0       | 2       | 2       | 4       |
| 2002-03  | Lugano   | NLA               | 41                | 10                | 15                | 25                | 2                 | 16      | 2       | 3       | 5       | 6       |
| 2003-04  | Lugano   | NLA               | 48                | 4                 | 12                | 16                | 8                 | 16      | 0       | 1       | 1       | 8       |
| 2004-05  | Lugano   | NLA               | 32                | 1                 | 8                 | 9                 | 12                | 5       | 0       | 1       | 1       | 2       |
| 2005-06  | Gottéron | NLA               | 2                 | 0                 | 0                 | 0                 | 0                 | -       | -       | -       | -       | -       |
|          | Lausanne | NLB               | 42                | 18                | 18                | 36                | 20                | 12      | 5       | 4       | 9       | 12      |
| 2006-07  | Lausanne | NLB               | 45                | 21                | 21                | 42                | 28                | 11      | 5       | 3       | 8       | 2       |

#### Nazionale
| Stagione | Livello         | Risultati    | Risultati | Risultati | Risultati | Risultati | Risultati |
| Stagione | Livello         | Competizione | P         | G         | A         | Pt        | PIM       |
| -------- | --------------- | ------------ | --------- | --------- | --------- | --------- | --------- |
| 1986-87  | Switzerland U20 | WJC-20       | 7         | 3         | 0         | 3         | 2         |
| 1993-94  | Switzerland     | WC B         | 7         | 6         | 3         | 9         | 0         |
| 1994-95  | Switzerland     | WC           | 7         | 1         | 0         | 1         | 4         |
| 1999-00  | Switzerland     | WC           | 5         | 0         | 0         | 0         | 0         |
| 2000-01  | Switzerland     | WC           | 6         | 2         | 0         | 2         | 2         |
| 2001-02  | Switzerland     | OG           | 4         | 3         | 3         | 6         | 2         |
|          | Switzerland     | WC           | 6         | 4         | 0         | 4         | 2         |
| 2002-03  | Switzerland     | WC           | 7         | 1         | 0         | 1         | 6         |

### Allenatore
| Stagione  | Squadra      | Lega | Ruolo          | Note |
| --------- | ------------ | ---- | -------------- | ---- |
| 2007-2008 | Ambrì-Piotta | NLA  | Asst. Coach    |      |
| 2008-2009 | Ambrì-Piotta | NLA  | Team Manager   |      |
| 2009-2010 | Ambrì-Piotta | NLA  | Sports Manager |      |
| 2010-2011 | Ambrì-Piotta | NLA  | Sports Manager |      |
| 2011-2012 | Ambrì-Piotta | NLA  | Sports Manager |      |
| 2012-2013 | Ambrì-Piotta | NLA  | Sports Manager |      |

## Palmarès

### Giocatore

#### Club
- Campionato svizzero: 2:

 Lugano: 1998-99, 2002-03